# James Hall (Schauspieler)
James Hall, gebürtig James E. Brown, (* 22. Oktober 1900 in Dallas, Texas, USA; † 7. Juni 1940 in Jersey City, New Jersey, USA) war ein amerikanischer Schauspieler der Stummfilm- und frühen Tonfilmzeit.

## Leben
James Hall, mit bürgerlichen Namen James E. Brown, galt in seiner Schulzeit als talentierter Athlet und schloss sich mit 14 Jahren einer Schauspielgruppe an. Nach einem Einsatz im Ersten Weltkrieg setzte er seine Karriere fort und trat vor allem in musikalischen Rollen auf. Er unterschrieb Mitte der 1920er-Jahre einen Studiovertrag bei dem Paramount-Produzenten Jesse L. Lasky, woraufhin der „jungenhafte, einschmeichelnde“ Hall in den folgenden Jahren ein Hauptdarsteller war. 1928 war er in Four Sons unter Regie von John Ford als deutscher Auswanderer in den USA zu sehen, der gegen sein Heimatland im Krieg kämpft. Mit Anbruch des Tonfilms Ende der 1920er-Jahre befand sich seine Karriere im Sinkflug, dennoch erhielt er noch 1930 seine heute wohl bekannteste Rolle in Howard Hughes’ Fliegerepos Höllenflieger. Doch während er 1928 bei The Fifty-Fifty Girl noch 10.000 Dollar die Woche kassiert hatte, waren es bei Höllenflieger zwei Jahre später nur noch 2500 Dollar.
Nach einigen weniger nennenswerten Streifen endete seine Filmkarriere im Jahr 1932. Hall versuchte wieder beim Theater Fuß zu fassen, erhielt allerdings nur noch Engagements für kleinere Nachtclubs und Kabarettshows. Er starb infolge längeren übermäßigen Alkoholkonsums,  an einer Leberzirrhose. Hall war mit Irene Gardner verheiratet, die Ehe wurde geschieden.  Er wurde auf dem Holy Cross Cemetery in North Arlington beigesetzt.

## Filmografie
- 1923: Man Alone
- 1926: The Campus Flirt
- 1926: Stranded in Paris
- 1927: Hotel Imperial (Hotel Stadt Lemberg)
- 1927: Betty auf der Prinzenjagd (Ritzy)
- 1927: Love's Greatest Mistake (Irrungen der Liebe)
- 1927: Señorita
- 1927: Rolled Stockings
- 1927: Die Rekord- und Herzensbrecherin (Swim Girl, Swim)
- 1927: Silk Legs
- 1928: Four Sons
- 1928: The Fifty-Fifty Girl
- 1928: Just Married
- 1928: Das Mädel aus der Tanzbar (The Fleet's In)
- 1929: Eine Nacht im Prater (The Case of Lena Smith)
- 1929: Die Stimme aus dem Jenseits (The Canary Murder Case)
- 1929: Mein Himmelreich (This Is Heaven)
- 1929: Smiling Irish Eyes
- 1929: Der Mann mit den zwei Frauen (The Saturday Night Kid)
- 1930: Paramount-Parade (Paramount on Parade)
- 1930: Höllenflieger (Hell’s Angels)
- 1930: Dangerous Nan McGrew
- 1930: Let's Go Native
- 1930: Maybe It's Love
- 1930: The Third Alarm
- 1930: Man to Man
- 1930: Divorce Among Friends
- 1931: Millie
- 1931: Lightning Flyer
- 1931: The She-Wolf
- 1931: The Good Bad Girl
- 1931: Sporting Chance
- 1932: Manhattan Tower